# Szenvedély (Szűcs Judith-album)
A latin zenei világba kalauzol el a Szenvedély címet kapott, sorban 17. nagylemez.

## Az album dalai[1]
1. Döntsd el (Závodi Gábor-Miklós Tamás)
2. Rámszakadt az ég (Voga János)
3. Várj egy percet (Závodi Gábor-Miklós Tamás)
4. Rio (Alice May-Miklós Tamás)
5. Tengertánc (Závodi Gábor-Hatos Péter)
6. Forog az élet (Závodi Gábor)
7. Álmodj még (Voga János)
8. Törj át (Závodi Gábor)
9. Jobb ami lesz (Závodi Gábor)
10. Úgy nézz rám (Závodi Gábor-Miklós Tamás)

## Közreműködtek
- Szűcs Judith – ének, vokál
- Závodi Gábor – billentyűs hangszerek
- Szentmihályi Gábor – dobok
- Szűcs Antal Gábor – gitárok
- Vincze Tamás – percussion
- Elek István – szaxofon
- Csizmadia Gábor – trombita
- Csányi István – sax